# Gżira United Football Club
El Gżira United Football Club és un club de futbol maltès de la ciutat de Gżira.

## Història
El club va ser fundat el 1947. El seu major triomf fou la copa maltesa (FA Trophy) de l'any 1973. La temporada 2016-17 ascendí a la Maltese Premier League. With the agreement, events are organised for the local community.

## Palmarès
- Copa maltesa de futbol: 
  - 1972-73

- Segona divisió maltesa de futbol: 
  - 2012-13